# RTAF-4
RTAF-4是一款泰國空軍科學和武器系統開發中心根據加拿大DHC-1仿製的教練機。

## 發展
RTAF-4於1971年2月開始生產，原型機於1972年9月25日首飛。這架飛機重新設計了駕駛艙和機尾部分，並於1974年投入使用，其中4架用作泰國空軍民航部的教練機。現已全部退役，並有一架展示於曼谷廊曼區的泰國皇家空軍博物館。

## 外部連結
（页面存档备份，存于）
- 维基共享资源上的相關多媒體資源：RTAF-4
- Aircraft Production in Thailand （页面存档备份，存于）
- History of The Royal Thai Air Force - Royal Thai Air Force Aircraft Designations （页面存档备份，存于）